# پاول فون التس-روبناخ
پاول فون اِلتس-روبِناخ (به آلمانی: Paul von Eltz-Rübenach) (زاده ۹ فوریه ۱۸۷۵ – درگذشته ۲۵ اوت ۱۹۴۳) از وزیران پست و حمل و نقل جاده‌ای در آلمان نازی بود.
وی در کلن زاده شد. او در کابینهٔ فرانتس فن پاپن وزیر حمل و نقل و پست شد و در کابینهٔ کورت فن اشلایشر و کابینه هیتلر نیز این مقام را حفظ کرد.
به دلیل اختلافاتی که میان کلیسای کاتولیک و دولت آلمان نازی وجود داشت و از آنجایی که روبناخ کاتولیک متعصبی بود، در یک جلسه وزیران در ۳۰ ژانویه ۱۹۳۷ از دریافت نشانی که هیتلر شخصاً به او پیشنهاد داده بود، سرباز زد و استعفا داد. از آن پس تا پایان عمر به عنوان یک «فرد مظنون» زیر ذره‌بین گشتاپو قرار گرفت.